# Läss
Läss (från tyskans Gelese = plockning) eller kryss är en anordning för varpning inom traditionell handvävning.
Varpan eller varpkronan har på vardera av de två ställen där varpen börjar och slutar en pinne, om vilken varptråden viks. Nära var och en av dessas pinnar sitter en annan pinne (lässpinne, skälpinne, krysspinne), förbi vilken varptråden leds så att den varannan gång går över den ena och under den andra, varannan gång på motsatt sätt. Innan varpen tas ned från varpkronan för att placeras på varpbommen, inför man vid den ena lässpinnen ett snöre, som träds ut vid den andra. Detta så kallade lässband måste vara något mer än dubbelt så långt som vävens dubbla bredd. Dess ändar hopknyts stadigt. Då varpen fästs vid vävbommen, byter man ut lässbandet mot ett par käppar (lässkäppar eller skälsprötor), mellan vilka varptrådarna plockar för att inredas i solven. Utom dessa "inredningsläss" har man även så kallade "bomläss" för att vid bomningen på lämpligt sätt utbreda varptrådarna.